# L'Estiuada (periòdic)
L'Estiuada, amb subtítol L'Estiuada: periodich nacionalista, és una publicació de caràcter setmanal publicada entre 1908 i 1914.
Sorgida el 1908 a la colònia d'estiuejants de Sant Hilari Sacalm, es va publicar els divendres durant els estius fins al 12 de setembre de 1914. El 1909 van afegir-li el subtítol de periodich nacionalista. Van acabar publicant-se un total de 82 números. El portal Arca de la Biblioteca de Catalunya ofereix alguns exemplars en format digital.
A mitjans del segle xix Sant Hilari Sacalm fou una de les regions d'estiueig més destacades a Catalunya a causa de la importància de la indústria balneària. Aquesta acció de passar l'estiu en un indret distint al del lloc habitual de residència, per part de les classes benestants de la societat, va ser un dels factors que va ajudar aquestes petites regions, tant les de mar com les de muntanya, a endinsar-se en la cultura que s'estava establint a les grans ciutats com ara Barcelona anomenada Noucentisme. Moltes de les famílies van construir en aquestes poblacions torres per passar l'estiu. A més, es van millorar les xarxes de carreteres i va coincidir amb l'arribada del ferrocarril.
Els temes més tractats foren els de l'àmbit local, s'hi publicaven també llistes dels estiuejants que hi arribaven. Inclús s'hi recollien alguna queixa. L'Estiuada, curiosament, també publicava la quantitat de xais sacrificats a l'escorxador. El setmanari constava d'una secció anomenada Noves, en la que s'hi redactaven activitats relacionades amb la colònia estiuenca, com ara les festes, balls i concerts, i el que s'hi feia. No obstant això, també s'hi publicaven treballs literaris, històrics, d'agricultura. El nacionalisme a muntanya hi estava molt present. Els catalanistes volien aconseguir, aprofitant l'estiueig, difondre per tot el territori la lluita catalanista. Per tant, en els mesos de lleure no només descansaven i feien activitats d'oci sinó que també van portar a terme accions polítiques a favor del catalanisme. Si hi havia notícies referides al moviment catalanista nacional, al que estaven fidelment afiliats, provinents de les grans ciutats, també les divulgaven.

## Història
El 1909 el setmanari, any del seu naixement, que s'havia presentat, com a periòdic d'informació comarcal, passa a anomenar-se periòdic nacionalista. Anys més tard s'adhereix a la Unió Catalanista. El primer número de publicació data el 26 de juny del 1908, hi apareix, a la segona pàgina, just després de la nota de salutació al lector de la portada, un editorial titulat Credo patriòtic aferrat al moviment de la Renaixença, amb la diferència que, en aquest cas, és de caràcter nacionalista i no regionalista. Maria de Solterra és un pseudònim que apareix a L'Estiuada. Els seus escrits parlen, entre altres temes, de Sant Hilari: la seva història, comentaris de la vida social del moment, destacant l'estiueig i, d'altra banda, reflexions més polítiques i poemes. No se sap del cert qui fou realment la persona que s'amagava darrere d'aquest pseudònim. No obstant això, es creu que Maria de Solterra fou Ignasi Rovira i Coll, un vicari del poble. La varietat ortogràfica del seu cognom, temàtica i estilística, dona es creu que resposta a la marca del col·lectiu femení dins del setmanari. El paper de la dona en el context de publicació de L'Estiuada es reduïa a l'àmbit privat. D'altra banda, es creu que l'autor dels pocs escrits que són de firma femenina era en realitat un home. Sota aquest pseudònim a L'Estiuada els primers escrits que apareixen de Maria Solterra comencen el 1908 i van fins al 1910. Tractava poemes del llibre Branques i Fulles i més tard, l'any 1910 apareixen escrits dirigits cap a una amiga anomenada Lluïsa en els que parla sobre la vida d'estiuejant a Sant Hilari. L'any 1911 apareix amb el nom de Maria Sulterra, el que no canvia són les Cartes a Lluïsa que se seguiran publicant fins a l'any 1912, aquest cop amb una perspectiva no tant d'oci sinó amb una més política del municipi d'estiueig. El mateix any també apareixen tres articles de caràcter històric sota el mateix títol Sant Hilari en el temps vell. Un dels articles més destacat del setmanari fou publicat el juliol del 1911 en el que es posava en dubte la propaganda catalanista, ja que, en aquell moment encara hi havia catalans que no eren catalanistes.

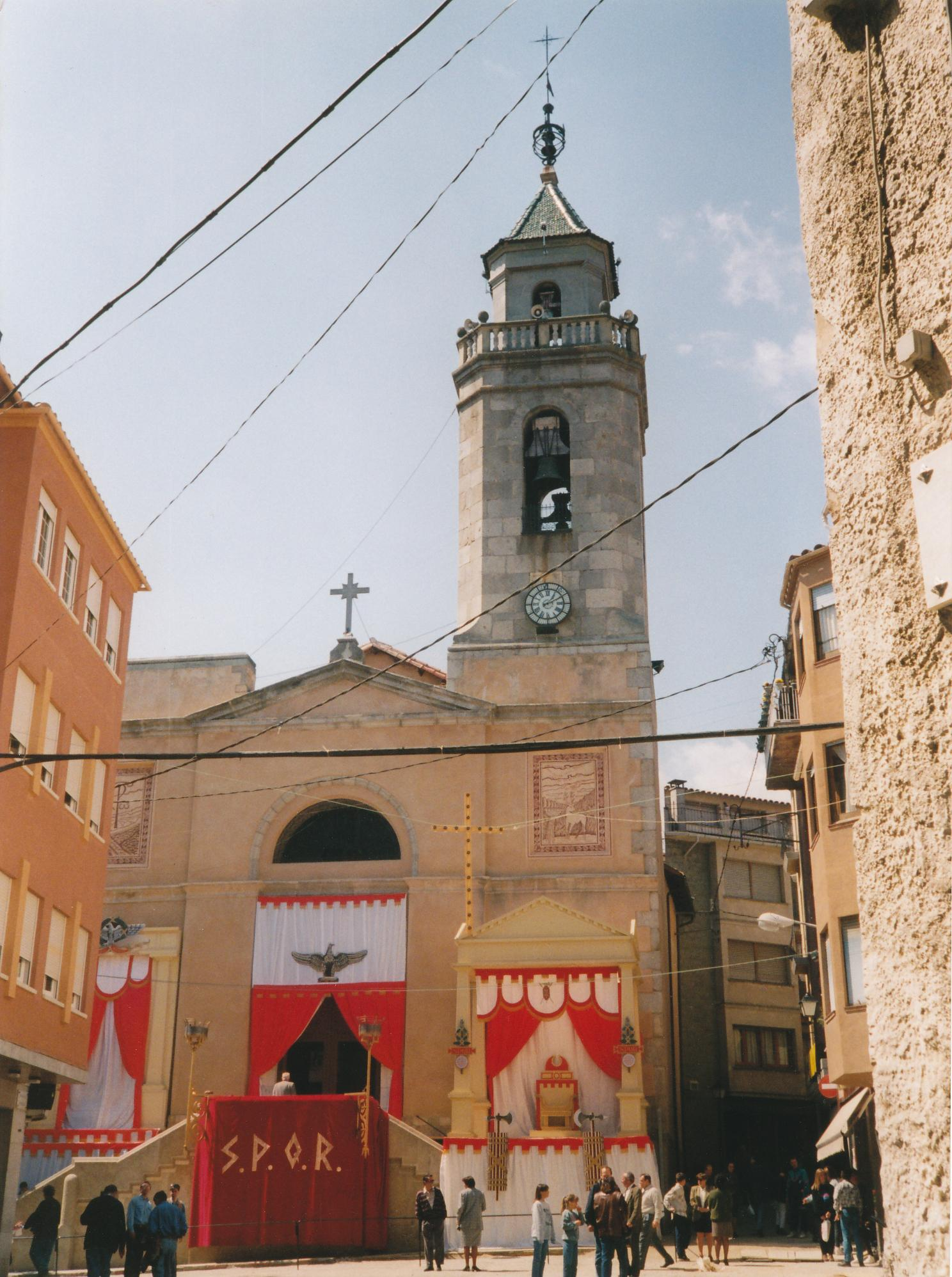
Sant Hilari Sacalm

## Final
Els últims escrits publicats a L'Estiuada de Maria de Sulterra daten el 1914, coincidint amb l'any de finalització del setmanari. Es tracta de poemes anomenats Crucíferes.

## Relació de directors i col·laboradors
Tot i ser una publicació local, detecta per la importància, el contingut i pels articulistes. El director era Josep Ximeno Planas, havia treballat com a redactor en cap de Lo Teatro Regional. En conseqüència del seu desterrament de Barcelona, a causa d'un procés literari en el qual Ximeno va descobrir plagi en un autor teatral, Anton Ferrer i Codina, va dirigir-se a Sant Hilari Sacalm i va fundar el setmanari. Entre els col·laboradors trobem a Francesc Carreras i Candi i a Joaquim Miret i Sans. A més, hi col·laboren escriptors de Girona, de Vic i dels pobles del voltant. Domènec Martí i Julià, polític destacat, nacionalista radical, president de la Unió Catalanista, en diverses ocasions va col·laborar a L'Estiuada. Joan Garriga i Massó, diputat per la Seu d'Urgell, per Solidaritat Catalana també formà part dels col·laboradors, ja que, eren estiuejants de Sant Hilari. També hi estan presents; Frederic Culí Verdaguer, jove especialista en dret municipal, l'escriptor Anton Busquets i Punset, l'amic d'Eduard Girbal i Jaume, autor de La tragèdia de cal Pere Llarg, l'advocat, historiador i polític Francesc Carreras i Candi, que va publicar alguns dels capítols inèdits del llibre Notes històriques de Sant Hilari Ça-calm.Ximeno Planas va escriure a diverses personalitats destacades del moment perquè li enviessin articles de col·laboració, va obtenir respostes afirmatives de mossèn Antoni M. Alcover, Ivan l'Escop, el meteoròleg Eduard Fontserè i Riba, Joaquim Folch i Torres,  Antoni Rovira i Virgili i Anton Griera i Gaja. El periodista Pelegrí Llangort, membre de la Unió Catalanista. També va obtenir resposta de catalanistes exiliats a França. De Girona, hi trobem Joaquim Pla i Cargol autor de Llibres de text. No només foren catalans els que apareixien a la revista, Eduard Escalante i Mateu, que va néixer a València. Hi col·laboren també capellans, com ara Ramon Corbella i Llobet. O bé Ignasi Rovira i Coll, de Sant Hilari.